# Alfonsas Grumbinas
Alfonsas Grumbinas (* 15. August 1943 in Jonava; † 17. März 2018 in Vilnius) war ein litauischer Rugby-Spieler und internationaler Schiedsrichter (ab 1977).

## Leben
Nach dem Abitur von 1950 bis 1960 an der Mittelschule Jonava absolvierte er von 1960 bis 1965 das Diplomstudium am Polytechnischen Institut in Kaunas und von 1988 bis 1990 am Kolleg für Fremdsprachen und Management in der litauischen Hauptstadt Vilnius. Von 1966 bis 1983 lehrte Grumbinas am Polytechnikum Vilnius. Von 1983 bis 1989 war er stellvertretender Direktor, ab 1991 Hochschullehrer-Experte am Kolleg Vilnius. Von 1988 bis 1994 lehrte er als Oberlehrer an der Höheren Schule für Elektronik von Vilnius.

## Sport
Viermal war Alfonsas Grumbinas litauischer Rugby-Meister (1965, 1966, 1968, 1975), viermal Gewinner von Lietuvos taurė (1966, 1968, 1972, 1975), 13 mal wurde er bester Rugby-Schiedsrichter der Sowjetunion (1974–1987), 19 mal wurde er zu den besten zehn sowjetischen Rugby-Schiedsrichtern eingetragen (1970–1989). Seit 2008 war Grumbinas FIRA-Vizepräsident. Er war Mitglied von LTOK.